# Sistema Nacional de Exploração e Gestão de Informação Cadastral
O Sistema Nacional de Exploração e Gestão de Informação Cadastral (SiNErGic) foi criado através da Resolução do Conselho de Ministros n.º 45/2006.. Este projecto, coordenado pelo IGP (Instituto Geográfico de Portugal), tem como principal objectivo viabilizar a existência de cadastro predial em Portugal, enquanto conjunto de dados exaustivo, metódico e actualizado, caracterizador e identificador das propriedades existentes no território nacional, constituindo-se como uma ferramenta indispensável para as políticas de ordenamento do território, ambiente, económicas (em particular a agrícola e a florestal), fiscal e de obras públicas.
O SiNErGic possui um aspecto bastante importante que dita a harmonização dos diferentes conjuntos cadastrais, baseada na identificação de prédios através da utilização de um número único de identificação, comum a toda a Administração Pública.
Este sistema inovador teve como localização para seu projecto-piloto, a Freguesia de Albergaria dos Doze, pertencente ao concelho de Pombal. Este projecto-piloto permitiu do SiNErGic permitiu testar metodologias preconizadas para as operações de recolha de dados cadastrais apesar de todas as vicissitudes ocorridas durante o projecto. Após a análise das várias hipóteses a nível nacional, a escolha recaiu na Freguesia de Albergaria dos Doze, por se tratar de uma área que possui as características que se entendem ser as adequadas ao teste que se pretende efectuar, esses factores que estão representados em baixo:  
- Não vigorasse o regime de cadastro geométrico da propriedade rústica;
- Possuísse uma estrutura predial relativamente fragmentada;
- Tivesse sido afectada por incêndios florestais;
- Possuísse a conservatória do registo predial informatizada ou em via de informatização;
- Possuísse uma área inferior a 2 500 ha;
- Tivesse uma localização geográfica adequada às necessárias deslocações de pessoal e equipamento inerentes a uma campanha cadastral.

Este trabalho pode ser dividido em várias etapas, tendo uma duração estimada de 2 anos 
- Outubro de 2006 / Novembro de 2007 - Recolha de dados do projecto-piloto[2] (dividida em duas fases não contínuas);
- 07 a  26 de Janeiro de 2008 - Consulta pública dos dados cadastrais provisórios;
- 07 Janeiro a 06 de Fevereiro de 2008 - Apresentação de reclamações, relativas aos dados cadastrais provisórios sujeitos a consulta pública.

Foi entregue a cada proprietário uma Declaração de Titularidade onde era preenchida pelo próprio a fim de depois informatizar todas essas informações criando assim uma base de dados dessa zona, com os dados de cada titular bem como das suas propriedades.
O SiNErGic enquanto sistema cadastral inovador, irá certamente permitir o reconhecimento da mais-valia que representa a necessidade de ligação entre a elaboração de cadastro e as entidades implantadas no território.